# Matrículas de automóveis em Portugal

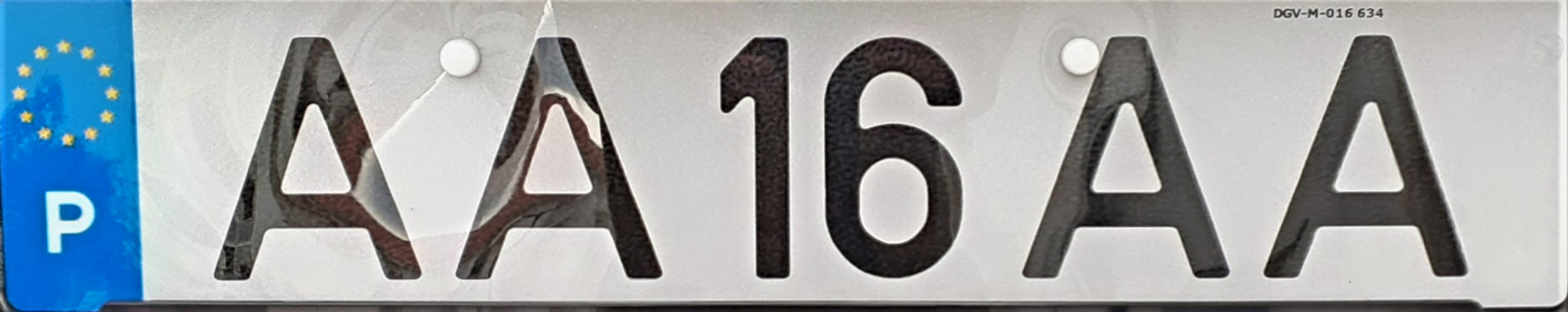
Chapa de modelo utilizado desde março de 2020

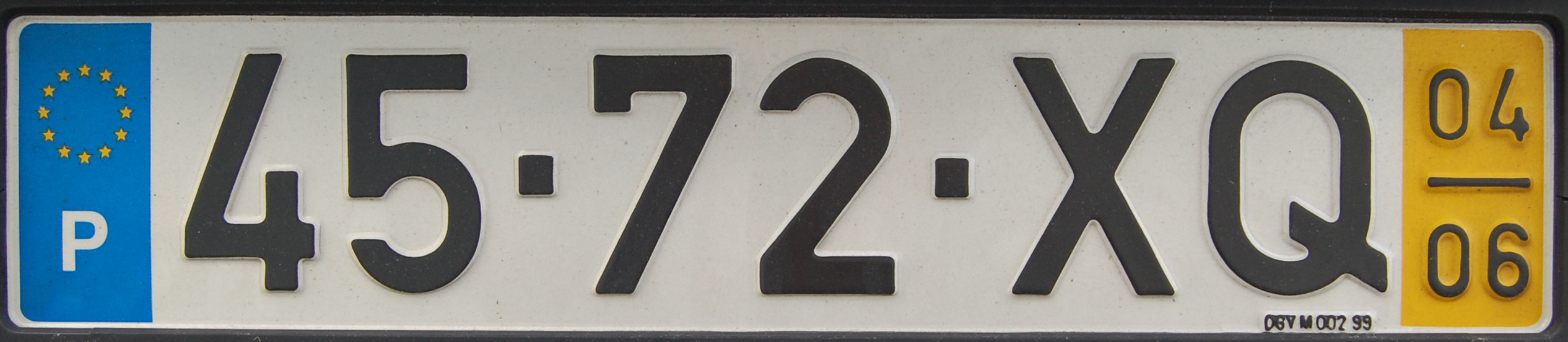
Chapa de modelo utilizado entre 1998 e 2020

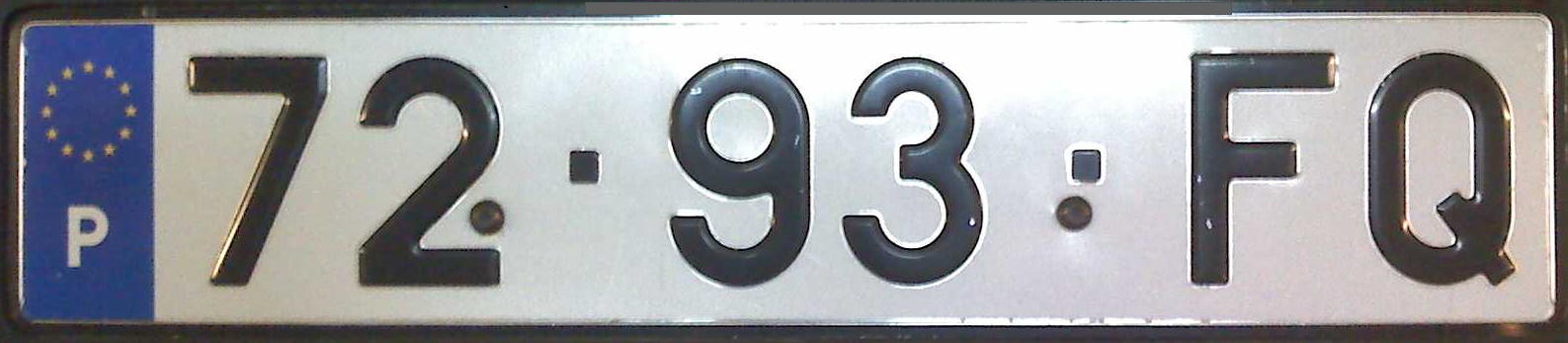
Chapa de modelo utilizado entre 1992 e 1997

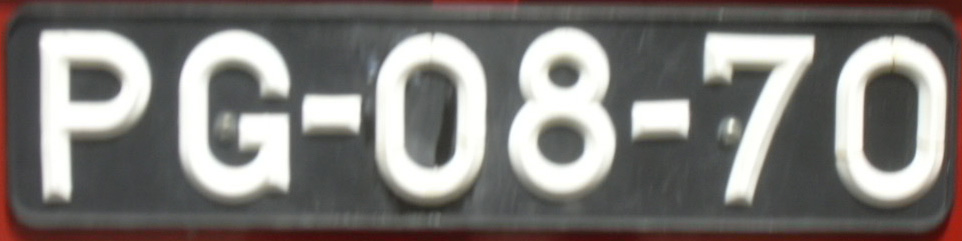
Chapa de modelo anterior a 1992 (modelo português)

Os números de identificação de veículos automóveis em Portugal são chamados números de matrícula. Todos os veículos motorizados que circulem na via pública têm de ter um desses números, que é afixado no seu exterior, num dispositivo chamado chapa de matrícula, normalmente colocado à frente e na traseira.

## Sistema de numeração das matrículas

Exemplificação das mudanças feitas no sistema de numeração de matrículas desde 1932.

O sistema geral de numeração de matrículas dos automóveis portugueses foi implementado em 01 de Janeiro de 1937 e consiste em três grupos de dois caracteres, separados por dois traços. Inicialmente a sequência utilizada era a AA-00-00. Em 1992 passou-se para a 00-00-AA e, em 2005, para a 00-AA-00 que esteve em vigor até 2020. Quando esta chegou ao fim, procedeu-se à introdução da sequência AA-00-AA. O primeiro veículo com a nova sequência, um carro elétrico, foi registado em março de 2020 com a matrícula "AA 01 AA". 
Inicialmente os vários grupos de letras estavam reservados para ser atribuídos por região de registo. Actualmente isso não acontece, sendo as séries atribuídas de forma sequencial a nível nacional.

## Cor e formato

Exemplificação da mudança forma e cor da Matriculas de automóveis portuguesas desde 1932.

Em termos de dimensões as chapas de matrícula portuguesesas seguem o chamado modelo europeu de placa de identificação de veículos automóveis. É utilizada a cor branca reflectora como base, com caracteres a preto, usando a fonte DIN 1451. No lado esquerdo é colocada a "eurobanda" azul com a letra de identificação nacional "P". No lado direito era, até ao ano de 2020, colocada uma barra amarela com a indicação do ano e do mês do primeiro registo do veículo. (ex. 98/01 para um veículo registado em Janeiro de 1998). 
Os veículos matriculados antes de 01 de Janeiro de 1998 podem continuar a usar os modelos de chapa em vigor à data em que foram matriculados: chapas pretas com caracteres brancos (somente para veículos matriculados até 31 de Dezembro de 1991) e chapas brancas com "eurobanda" mas sem barra amarela (para veículos matriculados entre 01 de Janeiro de 1992 e 31 de Dezembro de 1997). Opcionalmente, nesses veículos podem ser colocadas placas de modelos posteriores.
Nos veículos antigos, considerados de interesse museológico, pode ser colocada uma chapa e matrícula do modelo em vigor à data da sua entrada em circulação.

## Chapas e numerações especiais
Existem algumas chapas especiais, ou pela cor ou pela numeração específica que apresentam. As principais são:
- Chapas de fundo preto, com o escudo nacional ao centro, ladeado pelas letras "PR" a branco/prateado: veículos oficiais do Presidente da República;
- Chapas de formato e cores normais com as sequências MG-00-00, ME-00-00 e MX-00-00: reservadas aos veículos do Exército Português - na maioria dos veículos tácticos do Exército são aplicadas ainda matrículas de fundo preto com letras brancas;
- Chapas de formato e cores normais com a sequência AP-00-00: reservadas aos veículos da Marinha Portuguesa;
- Chapas de formato e cores normais com a sequência AM-00-00: reservadas aos veículos da Força Aérea Portuguesa;
- Chapas de formato e cores normais com as sequências GNR x-00, GNR x-000 e GNR x-0000: reservadas aos veículos da Guarda Nacional Republicana, em que o x representa uma letra identificadora do tipo ou função do veículo (B: Blindado, C: Pesado de Transportes Gerais, E: Função Especial, F: Brigada Fiscal (todos os tipos e funções), G: Ligeiro de Transportes Gerais, J: Todo-o-Terreno, L: Ligeiro de Passageiros, M: Motociclo ou Ciclomotor, P: Pesado de Passageiros e T: Brigada de Trânsito (todos os tipos e funções));
- Chapas de formato e cores normais com a sequência de 00-00-KA a 00-00-KF: reservadas aos veículos importados em segunda mão (utilizadas apenas em veículos matriculados durante o ano de 1997);
- Placas brancas com caracteres a vermelho, sem "eurobanda" com as sequências 000-xx000: reservadas a diplomatas e a funcionários em missões internacionais.     (CD: Corpo Diplomático, CC: Corpo Consular e FM: Funcionário em Missão (Internacional)) e o primeiro grupo de algarismos identifica o país ou a organização internacional (ex: Comissão Europeia, NATO) a que pertence (ex.: 018: Bélgica, 060: França, 095: Luxemburgo, 115: Noruega, 118: Países Baixos, 200: Comissão Europeia, etc.);
- Chapas de fundo amarelo com caracteres a preto, com a sequência 00000-x: matrículas de veículos para exportação, em que x identifica a Alfândega onde o mesmo foi registado (L: Lisboa, P: Porto, A: Açores e M: Madeira). Nestas matrículas, na barra amarela, sobre os números da data são acrescentadas as letras "EXP";
- Chapas de fundo vermelho com caracteres a preto com a sequência normal (00-AA-00): matrículas de máquinas ou atrelados industriais. Nestas matrículas, na barra amarela, em vez dos números da data é colocada uma letra que indica a classe de circulação da máquina ou atrelado.
- Chapas de fundo vermelho com caracteres a branco, sempre com as dimensões 220 mm X 330 mm: chapas de trânsito para veículos novos ainda não matriculados, dispondo na parte superior de um número sequencial e na inferior da denominação (ou abreviatura) do operador registado do veículo, do seu fabricante ou do seu concessionário.

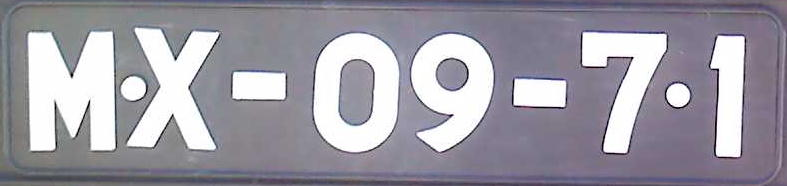
Chapa de um veículo táctico do Exército
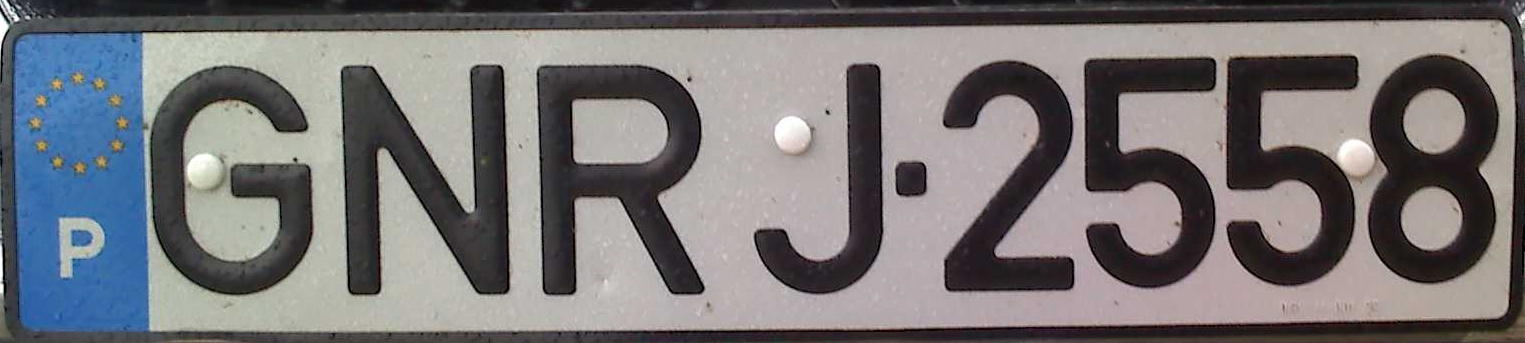
Chapa de um automóvel todo-o-terreno da Guarda Nacional Republicana
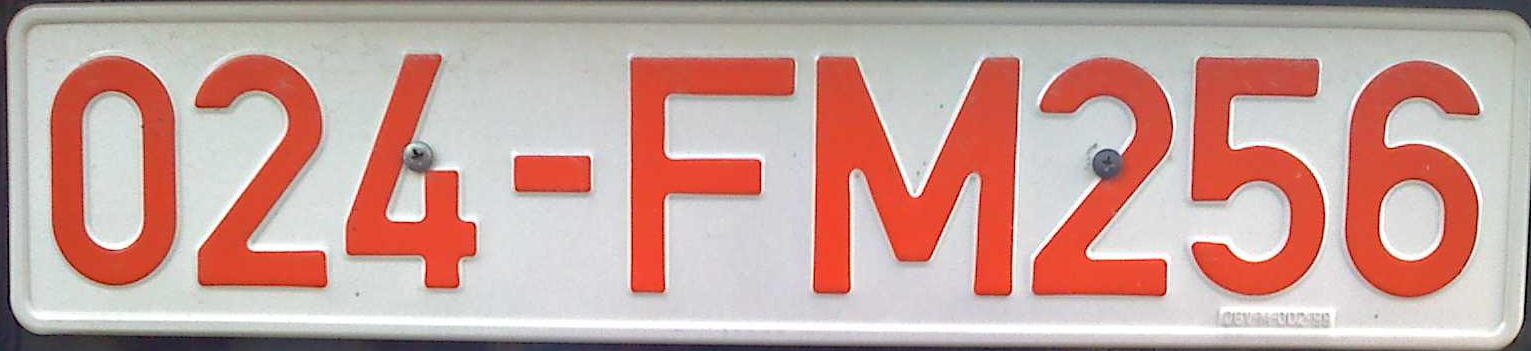
Chapa diplomática de um funcionário em missão
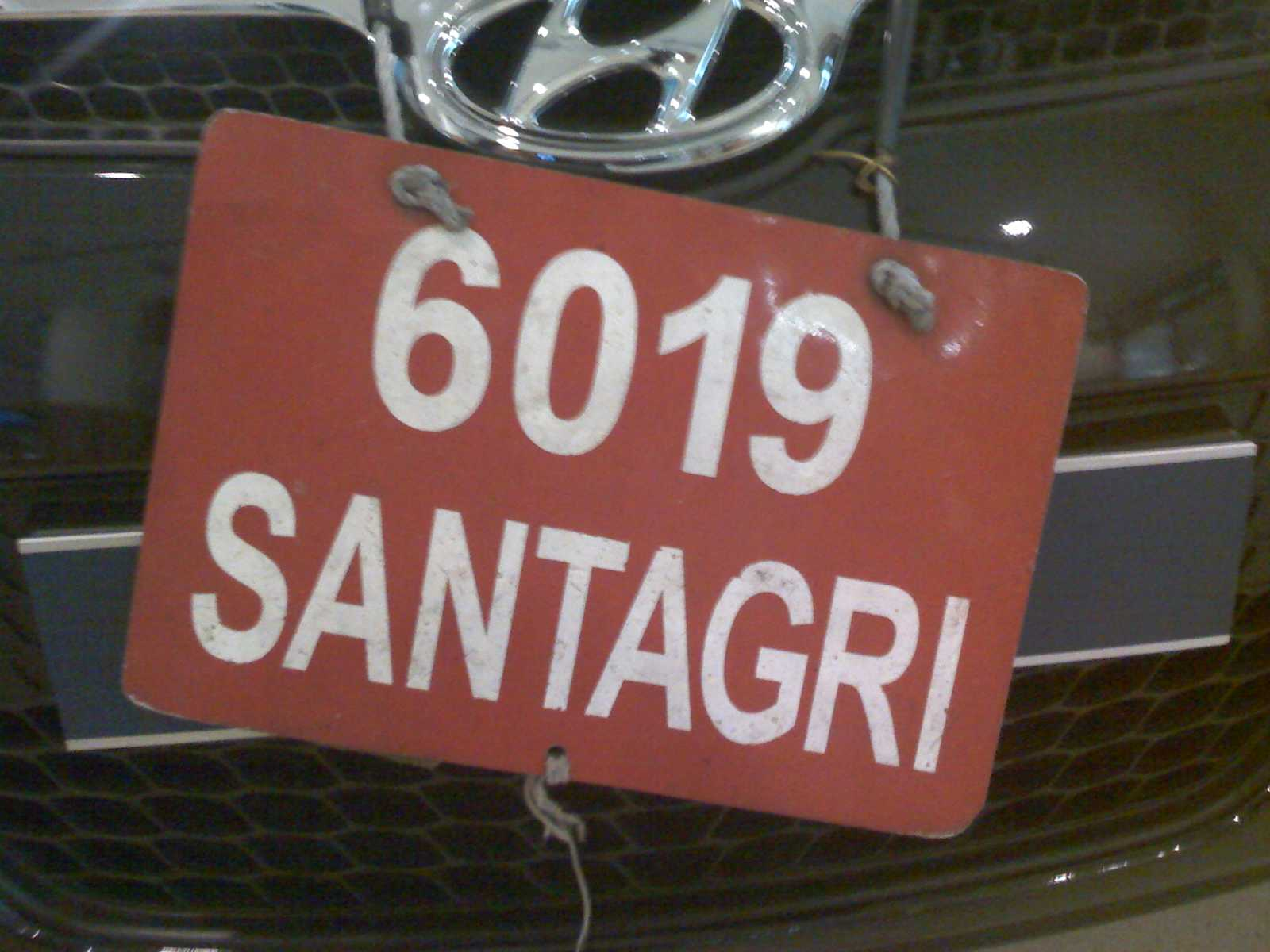
Chapa de trânsito amovível de um revendedor, num automóvel ainda não matriculado

## Matrículas de Reboques

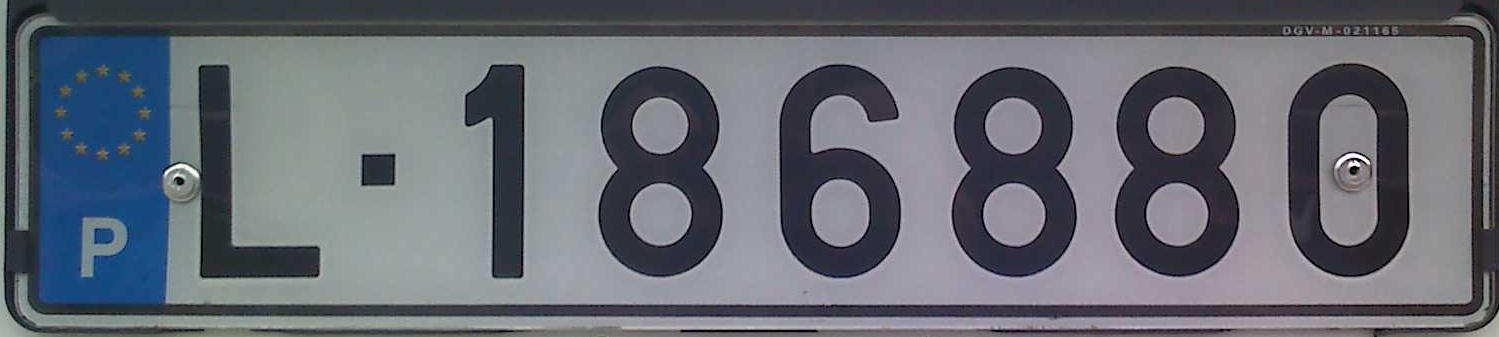
Chapa de matrícula de um reboque registado em Lisboa

As matrículas dos reboques civis seguem a sequências x-0 a x-000000 ou xx-0 a xx-00000, onde o x ou xx são os códigos do serviço distrital ou regional onde foi registado. Os códigos existentes são os seguintes: 
- A - Açores (Ponta Delgada)
- AN - Angra do Heroísmo
- AV - Aveiro
- BE - Beja
- BG - Bragança
- BR - Braga
- C - Coimbra
- CB - Castelo Branco
- E - Évora
- FA - Faro
- GD - Guarda
- H - Horta
- L - Lisboa
- LE - Leiria
- M - Madeira (Funchal)
- P - Porto
- PT - Portalegre
- SA - Santarém
- SE - Setúbal
- VC - Viana do Castelo
- VI - Viseu
- VR - Vila Real

Os reboques do Exército têm matrículas com as sequências 0-M, 00-M, 000-M e 0000-M. Os reboques da Força Aérea têm matrículas com a sequência E-00-00. Os reboques da Marinha têm matrículas com a mesma sequência das dos seus automóveis: AP-00-00. 
O número de matrícula é colocado numa chapa de formato e cores iguais às dos automóveis, mas sem a banda amarela com a data de matrícula. Por desconhecimento da norma, é comum verem-se chapas de matrículas de reboques com a banda amarela e a data de registo.

## Matrículas de motociclos e ciclomotores

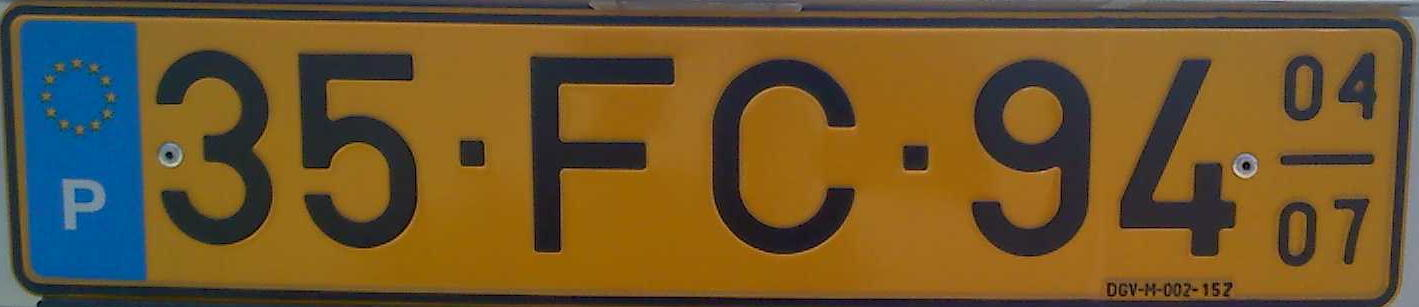
Chapa de matrícula de um quadriciclo
(modelo de aplicação opcional, introduzido a partir de 2006)

Os motociclos com cilindrada superior a 50 cc dispõem de matrículas com a mesma sequência das dos automóveis mas colocadas em chapas de formato mais reduzido, sem eurobanda e sem banda amarela com a data de registo.
Os motociclos com cilindrada inferior a 50 cc e os ciclomotores dispõem de matrículas de formato igual às dos motociclos com mais de 50 cc, mas de fundo amarelo. 
Os ciclomotores de quatro rodas (quadriciclos) que tenham espaço físico para isso, poderão usar uma chapa de formato igual à dos automóveis, mas com fundo amarelo. 

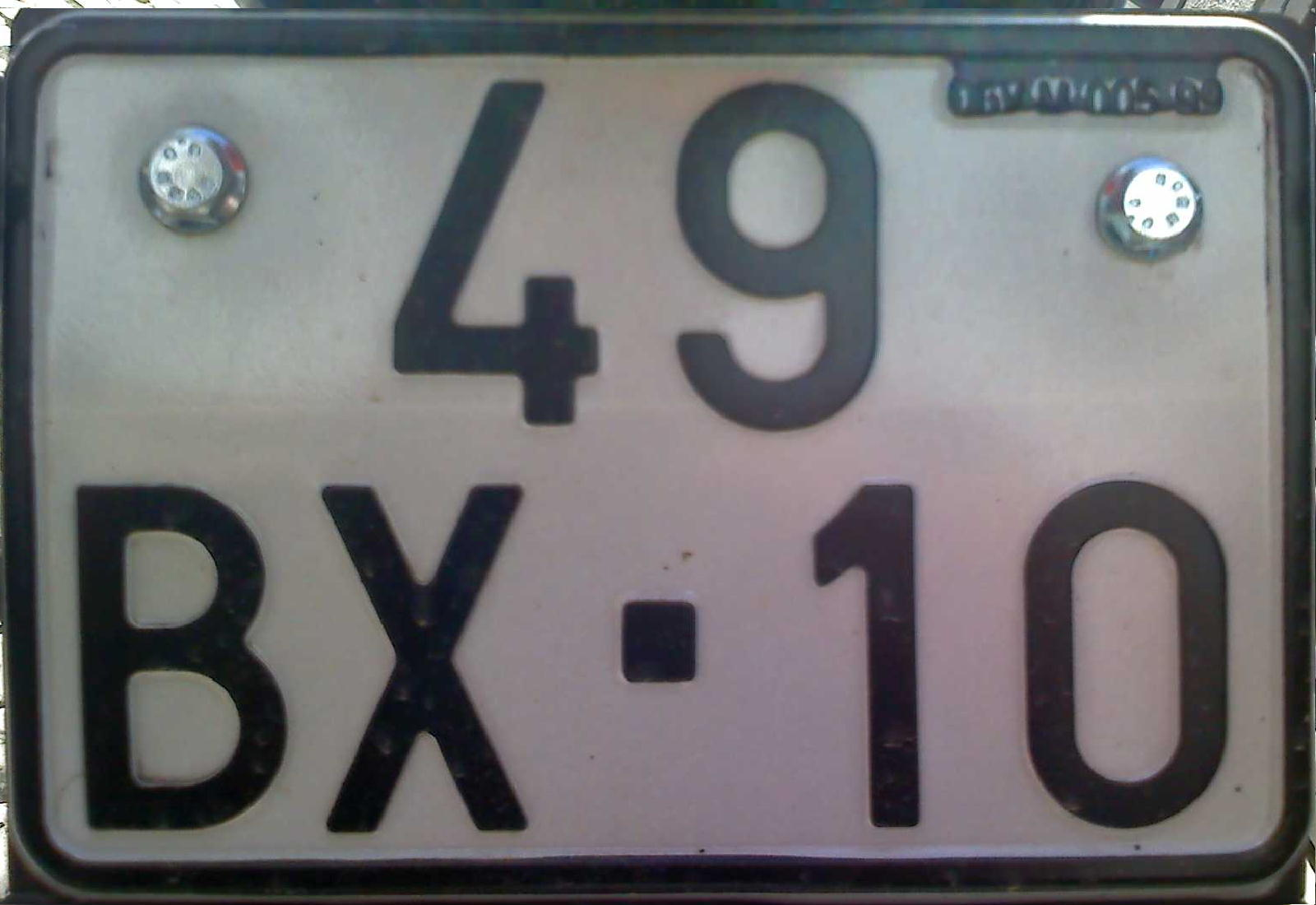
Chapa de matrícula de motociclo de cilindrada superior a 50 cc
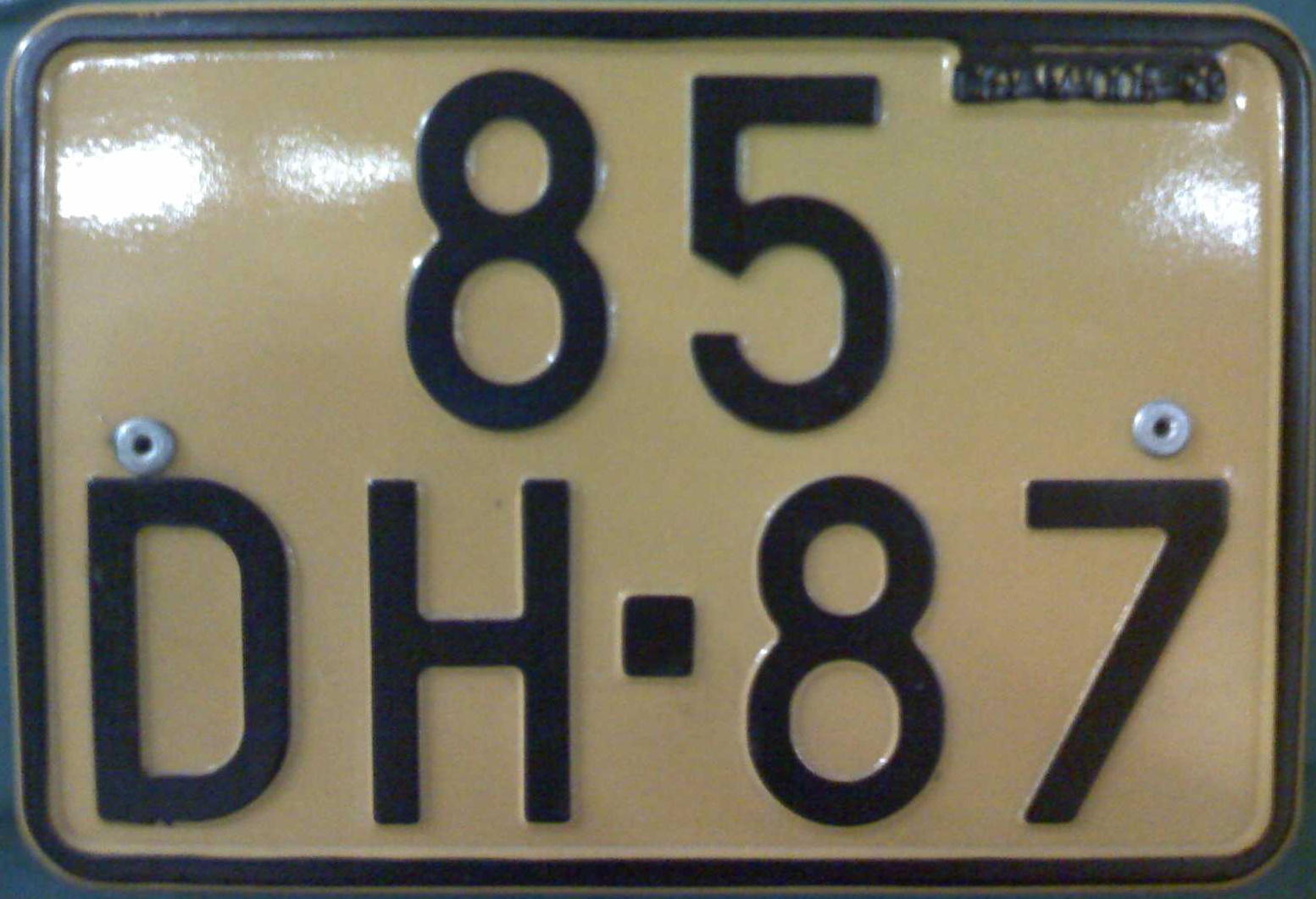
Chapa de matrícula de ciclomotores e de motociclos de cilindrada inferior a 50 cc (novo modelo, introduzido a partir de 2006)

### Matrículas de motociclos e ciclomotores emitidas até 2006
Media relacionados com este tema no Wikimedia Commons

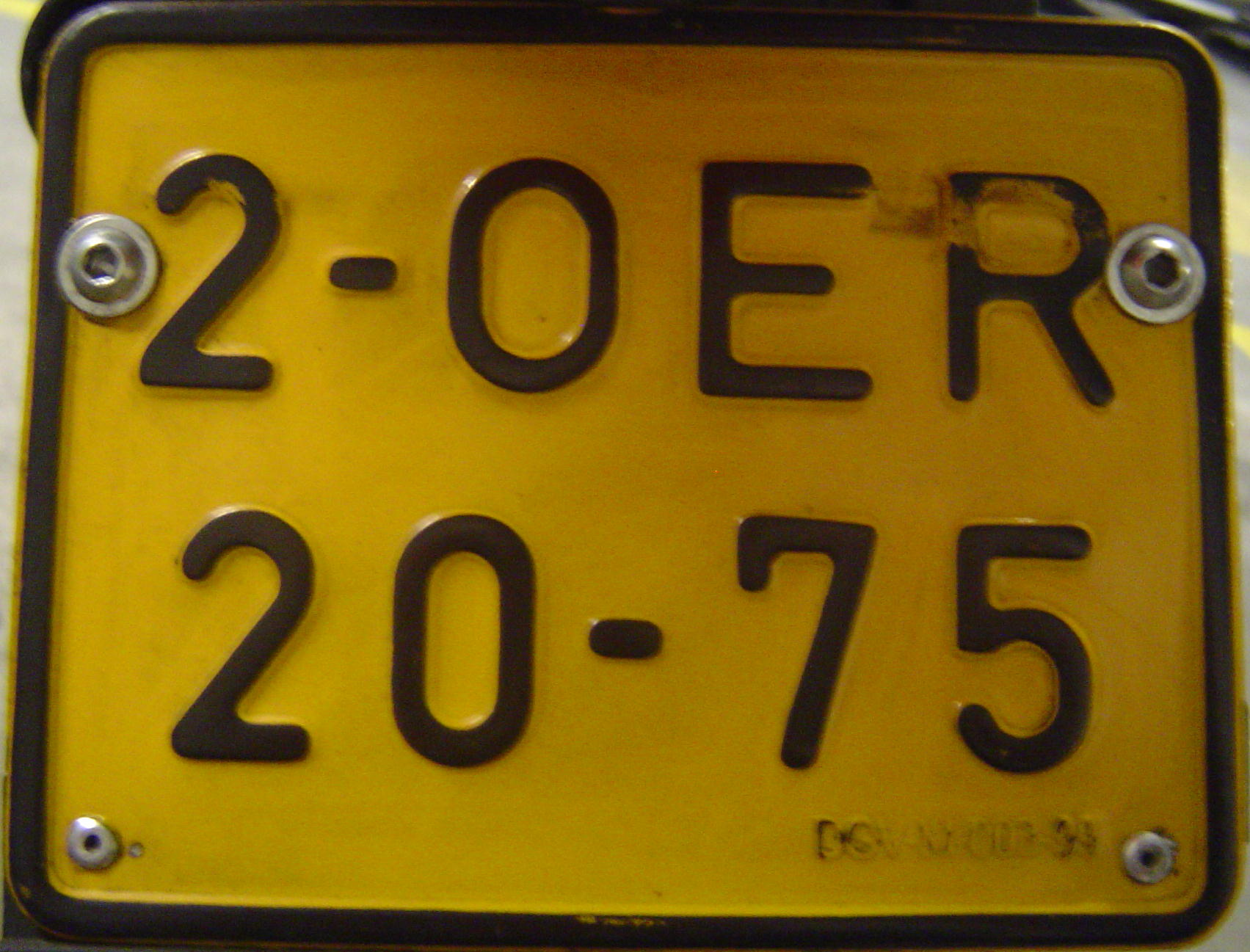
Chapa de matrícula de ciclomotor registado em Oeiras (modelo anterior a 2006)

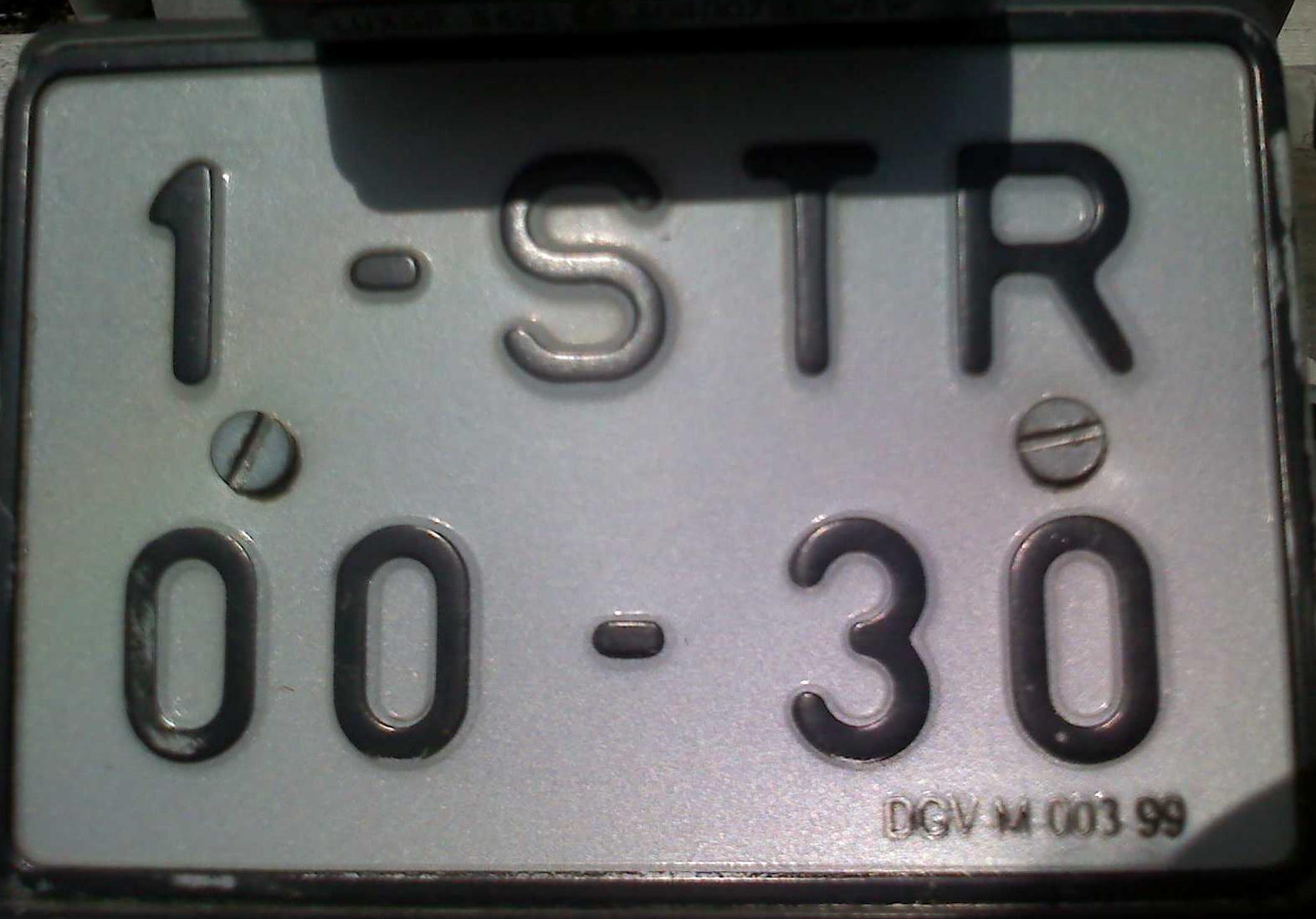
Chapa de matrícula de motociclo de cilindrada inferior a 50 cc registado em Santarém (modelo anterior a 2006)

Até 2006, os motociclos com cilindrada inferior a 50 cc e os ciclomotores dispunham de placas com a sequência 0-XXX / 00-00, em que XXX é o código de três letras correspondente ao concelho onde era efectuado o registo. As chapas dos ciclomotores eram de fundo de cor amarela e as dos motociclos de cilindrada inferior a 50 cc, de cor branca. (Até à década de 1980, as chapas de fundo amarelo eram também usadas por bicicletas e veículos de tracção animal.) O período de substituição foi 2006-2008, ainda que se algumas se mantivessem em uso até 2010.

## História das matrículas automóveis em Portugal

### Primórdios
Em Portugal, pelo menos desde 1901, altura em que foi posto em vigor o primeiro diploma legal que estabelecia regras específicas para a circulação automóvel, começaram a ser emitidas matrículas (licenças de circulação de automóveis) pelos Governos Civis dos distritos. O Decreto de 3 de Outubro de 1901 estabelecia a obrigatoriedade de todos os automóveis trazerem na sua parte posterior, uma chapa metálica com a inscrição em caracteres bem visíveis do número da licença e da sede de distrito em que foi concedida. Pelo que se pode observar em fotografias da época as referidas chapas apresentavam inscrições do tipo LISBOA 123 ou LXA. 234 (para veículos matriculados em Lisboa) e, além da parte posterior do veículo, eram também colocadas por vezes na sua parte frontal. O primeiro registo automóvel em Portugal, foi realizado em 1901, em nome de Augusto Sabido Teixeira de Aragão, natural de Santiago do Cacém. 

### Sistema de matrículas de 1911
Devido ao aumento de veículos automóveis a circular, em 1911 entendeu-se necessário estabelecer um sistema de matriculação padronizado a nível nacional, para substituir os arcaicos sistemas distritais. Para isso, o país foi dividido em 3 zonas de registo: Norte, Centro e Sul. A cada zona foi atribuída uma sequência privativa constituída por uma letra identificativa, seguida pelo número de série. As sequências estabelecidas foram N-000, C-000 e S-000, respectivamente para as Zonas Norte, Centro e Sul. As Chapas de matrícula foram padronizadas em fundo preto com caracteres brancos.
Nas matrículas dos automóveis de aluguer era colocado um "A" no final do número de série (ex.: S-4226-A). Nas dos automóveis matriculados provisoriamente, no final do número eram colocadas as letras "WW" (ex. S-1703-WW). Os automóveis do Exército usavam a sequência MG-000, que se manteve em uso até à década de 1950.
Em 1918 foram estabelecidas as zonas de registo dos Açores e da Madeira, sendo-lhes atribuídas as sequências A-000 e M-000, respectivamente. Este sistema e sequências de matriculação iriam estar em vigor nas ilhas até 1962, portanto até muito depois do que aconteceu no continente em que só duraram até ao final de 1936.
Apesar deste sistema ser claro e racional, na década de 1930 existiam já tantos automóveis a circular que, em algumas Zonas tais como a Sul que incluía Lisboa, o número de série já atingia os 5 dígitos. Como esta situação tornava difícil uma rápida identificação das viaturas pelos agentes de autoridade, começou a estudar-se um novo sistema de matriculação que permitisse um registo de um elevado número de viaturas sem apresentar muitos caracteres.

### Sistema de matrículas de 1937
Assim, no dia 1 de Janeiro de 1937 entrou em vigor o segundo sistema nacional de matriculação de automóveis em Portugal. Este sistema consistia em matrículas compostas por três grupos de dois caracteres (um de letras e dois de números) separados por traços, sendo escolhida a ordem AA-00-00. Foi mantida a divisão das matrículas por zonas que agora eram identificadas, apenas indirectamente, através dos grupos de letras que lhes estavam reservados. Assim os grupos de AA a LZ foram reservados para a Zona de Lisboa (antiga Zona Sul), os MA a TZ para a do Porto (antiga Zona Norte) e os UA a ZZ para a de Coimbra (antiga Zona Centro). As chapas continuaram a ser de fundo preto com caracteres a branco, com excepção dos veículos diplomáticos ou em importação temporária. O material utilizado nas chapas era o plástico, sendo os caracteres em relevo.
Os automóveis registados pelo sistema de 1911 foram obrigados a mudar para o novo através da atribuição de séries de matrículas específicas de acordo com a matrícula anterior. Assim, em Lisboa, os veículos matriculados nas antigas séries S-000 e S-0000 passaram para a nova série AA-00-00, os da S-10000 passaram para a AB-00-00, os da S-20000 para a AC-00-00 e os da S-30000 para a AD-00-00. No Porto as mudanças foram das N-000 e N-0000 para a MM-00-00 e da N-10000 para a MN-00-00. Em Coimbra todos os veículos mudaram para a série UU-00-00. Na passagem e adaptação para as novas matrículas, os veículos manteriam os números antigos, com excepção do algarismo das dezenas de milhar (ex.: o veículo C-123 mudaria para UU-01-23, o N-1234 para MM-12-34 e o S-12345 para AB-23-45).
Nas novas matrículas, determinados grupos de letras foram sendo reservados para veículos de determinadas organizações ou entidades. Assim os grupos MG, ME e MX foram sendo reservados para o Exército, o AP para a Marinha, o AM para a Força Aérea e o EP para a Administração Civil do Estado. Já os grupos CD, CC e FM, mas em caracteres vermelhos sobre fundo branco, foram reservados aos veículos, respectivamente do Corpo Diplomático, do Corpo Consular e de outros funcionários em missão diplomática. As letras TA, TB e TC, em caracteres brancos sobre chapas de fundo vermelho, foram reservados aos veículos em importação temporária respectivamente das zonas de Lisboa, Porto e Coimbra. A Guarda Nacional Republicana e a antiga Guarda Fiscal tinham matrículas com sequências especiais que começavam respectivamente por GNR e GF. 
Por razões de "decência" foi interdito o uso dos grupos de letras CU e FD. Também não foi autorizado o uso das letas Q e J, por se confundirem respectivamente com O e com I.
Nos Açores e na Madeira o novo sistema de matriculação só foi adoptado em 1962. Desta vez os Açores foram divididos em três zonas de matriculação distintas, correspondendo aos Distritos Autónomos de Ponta Delgada, Angra do Heroísmo e Horta, cujas administrações possuíam serviços privativos de matrícula de automóveis. A Madeira continuou a constituir apenas uma zona, correspondendo ao Distrito Autónomo do Funchal. As letras reservadas a estas zonas foram AN para Angra, AR e AS para Ponta Delgada, HO para a Horta e MA e MD para o Funchal. As letras TD, TG, TH e TF em caracteres brancos sobre fundo vermelho, foram reservadas para os veículos em importação temporária, respectivamente de Ponta Delgada, Angra, Horta e Funchal.
Já na década de 1970, foram sendo estabelecidos novos serviços regionais e respectivas zonas de matrícula de automóveis, sendo reservados grupos de letras para os mesmos. Assim os grupos EM e EV foram atribuídos a Évora, ZA e ZB a Braga, ZC e ZD a Vila Real, ZE e ZF a Aveiro, ZG e ZH à Guarda, ZI e ZL a Santarém, ZM e ZN a Setúbal e ZO e ZP a Faro. O registo de Évora era considerado central a nível regional e, assim  foi-lhe também a atribuído um código para veículos em importação temporária, o TE. Como, passado pouco tempo, o registo por zonas foi descontinuado a maioria destes grupos de letras não chegou a ser utilizada como identificadores de zona.

### Evolução do sistema de 1937
No princípio da década de 1980, com o início do esgotamento das séries de matrículas reservadas a algumas das zonas de matriculação, decidiu-se acabar com a separação por zonas e passar matricular-se sequencialmente os veículos a nível nacional. Mas, mesmo com a matrícula sequencial nacional, a série AA-00-00 começava rapidamente a chegar ao fim. Para adiar esse fim ainda foi autorizada a utilização das "famosas" combinações CU e FD e a utilização das letras Q e J.
Em 1985 as matrículas diplomáticas passaram a ter uma sequência diferente da normal, no formato 000-CD000, 000-CC000 e 000-FM000, em que o primeiro grupo de algarismos identificava o país do utilizador do veículo e o grupo de letras o seu estatuto diplomático.
Em 1992 chegou finalmente ao fim a sequência AA-00-00, sendo substituída pela 00-00-AA. Ao mesmo tempo que se procedeu à mudança de sequência, procedeu-se também à introdução um novo tipo de chapa de matrícula. A nova chapa era metálica com fundo branco reflector, caracteres a negro e a "eurobanda" colocada no lado esquerdo. A "eurobanda" consistia numa barra azul, com o emblema da então Comunidade Europeia, sobre a letra identificativa do país, "P" no caso de Portugal, que foi o segundo país a adoptá-la. Na nova sequência nenhum grupo de letras foi reservado a organizações ou entidades especiais. O único caso de reserva de letras ocorreu durante 1997 em que os grupos KA a KZ foram atribuídos especificamente a veículos importados que já tivessem sido matriculados noutros países. Os grupos WA a WZ e YA a YZ também estavam reservados para esse fim, mas nunca foram utilizados dado que esse procedimento foi descontinuado.
Em 1998 deu-se a introdução no lado direito das chapas de matrícula de uma barra amarela com a indicação do mês e do ano da primeira matriculação do veículo.
Em 2005 a sequência 00-00-AA chegou ao fim, sendo substituída pela 00-AA-00.
Em 15 de janeiro de 2020 passa a ser utilizada a sequência composta por dois blocos de 2 letras e 1 bloco de dois algarismos - AA-00-AA. Também desaparece a indicação do ano e mês do veículo com o fim da área de cor amarela nas matrículas da nova série.

## Matrículas nos antigos territórios ultramarinos portugueses

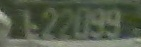
Matrícula de Angola, em 1949: note-se o L (de Luanda), seguido do número de série.

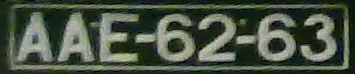
Matrícula de Angola, em 1972: note-se o A inicial.

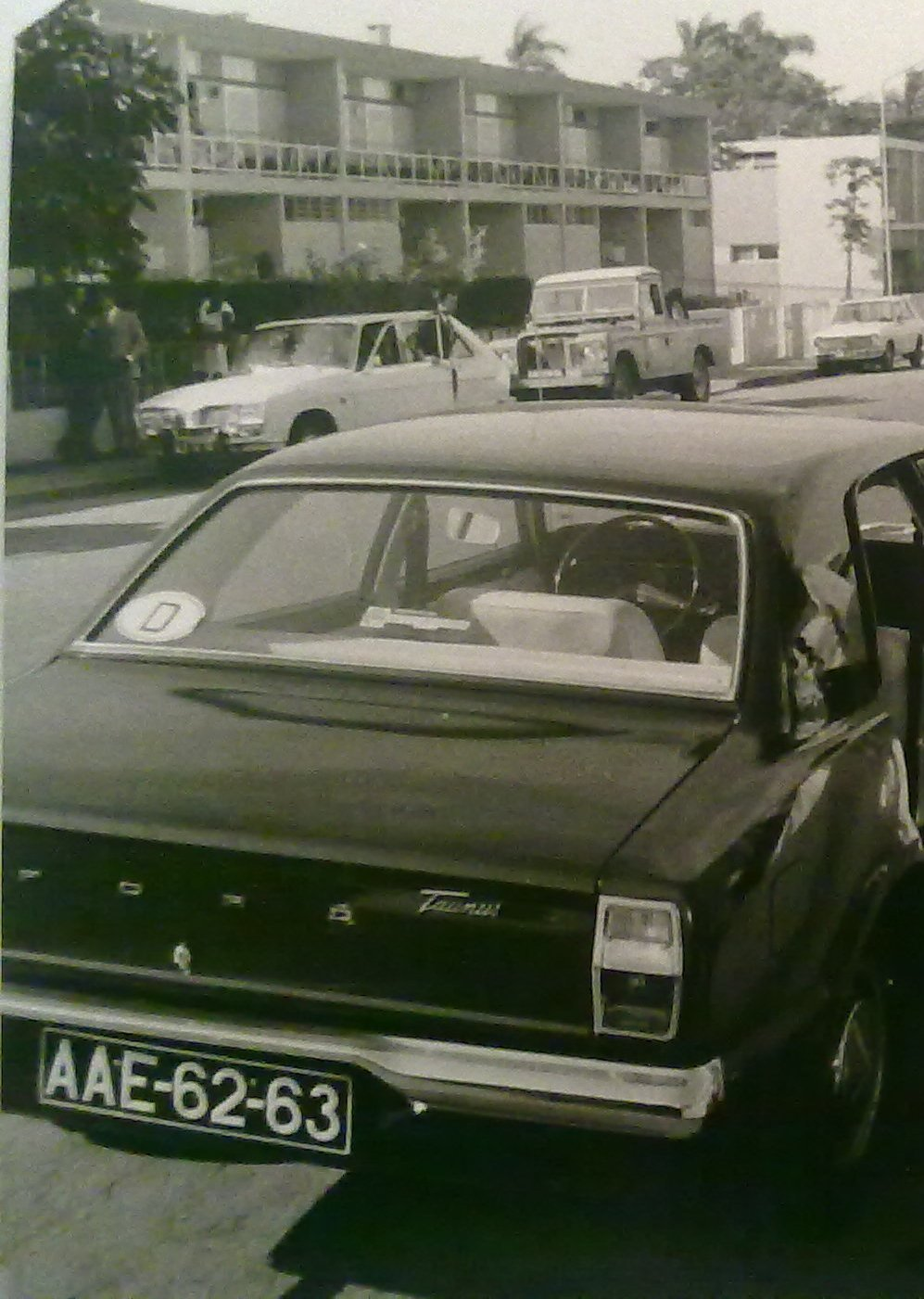
Ford Taunus com matrícula de Angola, em 1972.

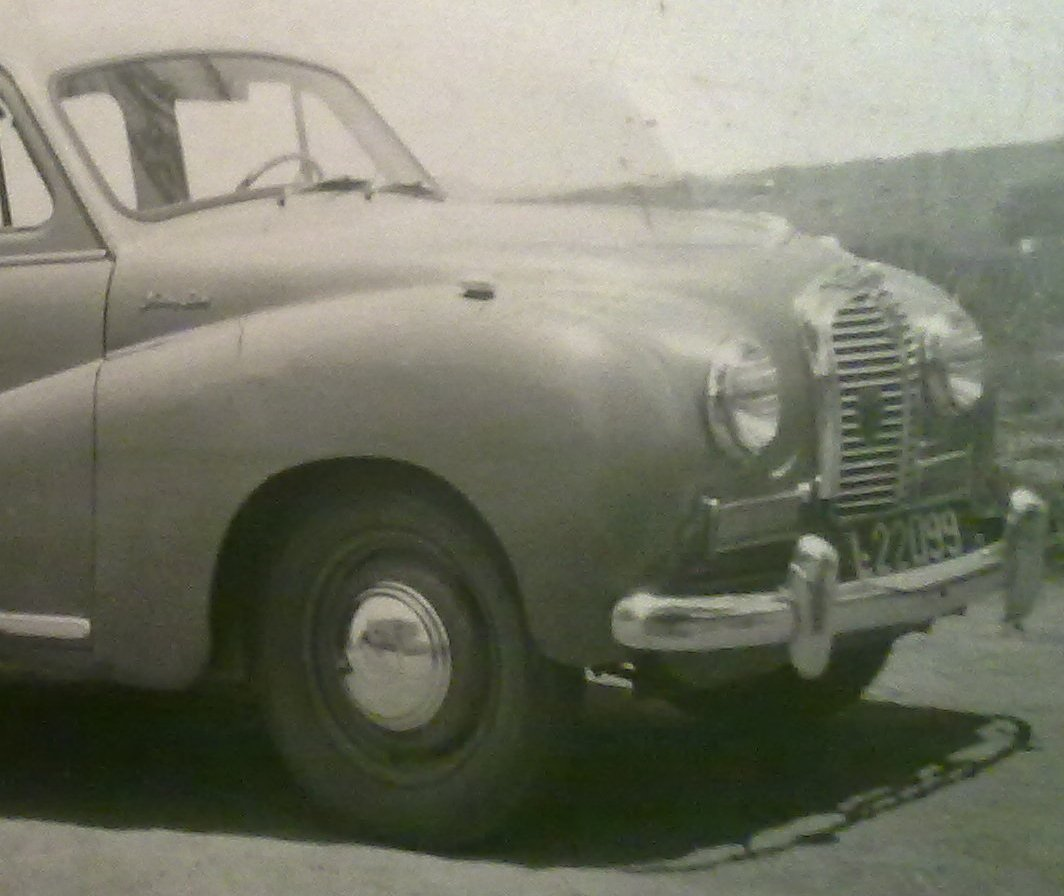
Veículo matriculado em Angola, fotografado em 1949.

Os diversos sistemas portugueses de matriculação de automóveis serviram de modelos para os sistemas utilizados nos territórios ultramarinos de Portugal. 
Inicialmente foi seguido o sistema de 1911. Cada território tinha uma letra ou grupo de letras inicial que o identificava e que poderia igualmente identificar uma sua subdivisão. As letras de identificação de território eram seguidas por um número de série. Exemplos destes sistemas seria a matrícula G-123 para um veículo registado na Guiné ou a CVS-123 para um registado na Zona Sotavento de Cabo Verde). 
A partir sobretudo das décadas de 1950 e 1960, os sistemas baseados no português de 1911 foram sendo substituídos nos vários territórios, por sistemas baseados no de 1937. Estes sistemas, por território, tinham as seguintes sequências:
- Angola: Axx-00-00 - a primeira letra era sempre um "A" (código identificativo do território), as duas letras seguintes identificavam a zona de matriculação (AA a AI: Luanda, BA a BC: Benguela, CB: Cabinda, LD: Lobito, NL: Nova Lisboa e SB: Sá da Bandeira);
- Cabo Verde: CVx-00-00 - a terceira letra identificava cada uma das duas zonas de matriculação (S: Sotavento e B: Barlavento);
- Guiné Portuguesa: G-00-00;
- Índia Portuguesa: Ixx-00-00 - a segunda e a terceira letras formavam um grupo reservado a determinada zona de matriculação (ex.: GA a GZ para a zona de Goa);
- Macau: M-00-00 e, posteriormente, Mx-00-00 - na segunda sequência utilizada, a segunda letra era sequencial. Inicialmente existiu o cuidado de não serem utilizadas letras nas séries MA a MZ em uso em Portugal, para não existirem dois veículos de matrículas iguais em território sob administração portuguesa. Mais tarde passaram a ser utilizadas todas as letras;
- Moçambique: Mxx-00-00 - a segunda letra indicava a zona de matriculação (B: Beira, G: Gaza, I: Inhambane, L: Lourenço Marques, N: Nampula, P: Pemba, Q: Quelimane, T: Tete) e a terceira era sequencial;
- São Tomé e Príncipe: STP-00-00;
- Timor Português: T-00-00 e, posteriormente, TP-00-00.

Os veículos oficiais dos Governadores dos territórios dispunham, normalmente, de uma chapa de matrícula semelhante às dos veículos do Presidente da República, mas com o escudo do território ladeado pelas letras "GG" (Governadores-Gerais) ou "GP" (Governadores de Província).
Ou da forma original ou com algumas adaptações, estes sistemas de matrícula estão ainda em vigor em Angola, Cabo Verde, Macau, Moçambique e São Tomé e Príncipe.

## Força dos Estados Unidos em Portugal (Base das Lajes, Açores)

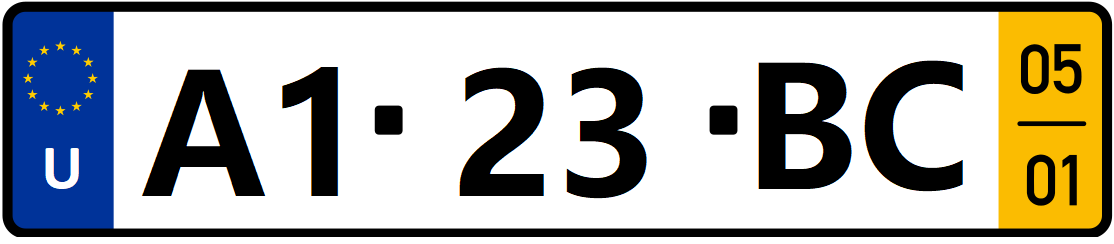
Matrícula das forças estado-unidenses em Portugal [U

Desde 2005 que na Base das Lajes, nos Açores, os veículos utilizados pelos americanos (quer sejam dos EUA ou de Portugal registados pelas forças estado-unidenses) deixaram de ser permitidos pela DGV de circularem com matricula convencional dos EUA sobejamente conhecida, sendo obrigados a utilizarem o formato de matricula europeu, com uma ligeira diferença, o mesmo tem o formato A0-00-AA e na identificação do país encontra se U em vez de P.

## Séries mensais de matrículas
No sítio da ACAP - Associação Automóvel de Portugal - estão referenciadas as séries mensais de matrículas, de Março de 1992 a Dezembro de 2010 - Ver aqui.